# 十二號伯靈頓鎮區 (北卡羅萊納州阿拉曼斯縣)
十二號伯靈頓鎮區（英語：Township 12, Burlington）是位於美國北卡羅萊納州阿拉曼斯縣的一個鎮區。

## 地方資料
十二號伯靈頓鎮區的面積為61.63平方千米，當中陸地面積為61.02平方千米，而水域面積為0.61平方千米。根據2020年美國人口普查的數據，當地共有人口39971人，而人口密度為每平方千米648.56人。